# Mount Waterhouse
Mount Waterhouse är ett berg i Antarktis. Det ligger i Östantarktis. Australien gör anspråk på området. Toppen på Mount Waterhouse är 1 822 meter över havet.
Terrängen runt Mount Waterhouse är platt åt nordväst, men åt sydost är den kuperad. Trakten är obefolkad. Det finns inga samhällen i närheten.